# Malang

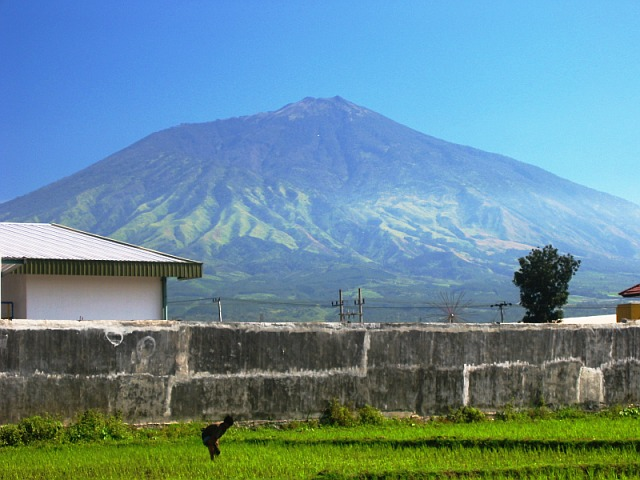
Núi Arjuna nhìn từ Singosari, Malang

Malang (tiếng Indonesia: Kota Malang) là một thành phố Indonesia. Thành phố này thuộc tỉnh Đông Java, là thành phố lớn thứ nhì tỉnh. Thành phố nằm trên đảo Java. Thành phố có dân số 819.708 người (theo điều tra dân số năm 2010). Trong thời kỳ thực dân Hà Lan, đó là một điểm đến phổ biến cho người dân châu Âu. Thành phố này nổi tiếng cho không khí mát mẻ của nó và các vùng nước xung quanh Tumpang, Batu, Singosari, và Turen. Những người ở khu vực Đông Java đôi khi gọi nó là "Paris của Đông Java." Malang đã được tha thứ nhiều về tác động của cuộc khủng hoảng tài chính châu Á, và kể từ thời điểm đó nó đã được đánh dấu bởi sự tăng trưởng kinh tế và dân số ổn định.